# Уравнения на Коши-Риман
Уравненията на Коши-Риман представляват система от две частни диференциални уравнения, които гарантират, че една функция дефинирана в комплексната равнина C със стойности в C притежава производна (в смисъла на комплексния анализ).

## Производна на комплексна функция
Нека U е отворено подмножество на C и f : U → C е комплекснозначна функция дефинирана върху U. Казваме, че f е комплексно-диференцируема в точка z0 от U ако границата
{\displaystyle f'(z_{0})=\lim _{z\rightarrow z_{0}}{f(z)-f(z_{0}) \over z-z_{0}}} съществува.
Границата тук се взима по всички редици от комплексни числа клонящи към z0, и за всички тях горният израз трябва да клони към едно и също число, което се означава с f '(z0). Това число се нарича производна на функцията f в точката z0.

## Формулировка на уравненията на Коши-Риман
Нека f(x + iy) = u + iv е комплекснозначна функция от отворено подмножество на C в C, където x, y, u, и v са реални, като u и v са функции с реални стойности дефинирани върху отворено подмножество на R2, които са диференцируеми в него. Тогава f е диференцируема в точка z0 тогава и само тогава, когато са изпълнени уравненията на Коши-Риман, които гласят:
{\displaystyle {\partial u \over \partial x}(z_{0})={\partial v \over \partial y}(z_{0})} и {\displaystyle {\partial u \over \partial y}(z_{0})=-{\partial v \over \partial x}(z_{0})}

## Извеждане на уравненията
Разглеждаме функция f(z) = u(x, y) + i v(x, y) със стойности в C. Искаме тази функция да притежава производна в точка z0 (тогава функцията е диференцируема в z0). Както споменахме, за да съществува производната в дадена точка е необходимо границата
{\displaystyle f'(z_{0})=\lim _{z\rightarrow z_{0}}{f(z)-f(z_{0}) \over z-z_{0}}}
да съществува и да една и съща по всички редици комплексни числа, клонящи към z0. Тогава да разгледаме два случая: когато z клони към z0 по направление успоредно на оста x, и когато клони по направление успоредно на оста y.
В първия случай имаме:
| {\displaystyle f'(z)\,} | {\displaystyle =\lim _{h\rightarrow 0}{f(z+h)-f(z) \over h}}                                                      |
|                         | {\displaystyle =\lim _{h\rightarrow 0}{u(x+h,y)+iv(x+h,y)-[u(x,y)+iv(x,y)] \over h}}                              |
|                         | {\displaystyle =\lim _{h\rightarrow 0}{[u(x+h,y)-u(x,y)]+i[v(x+h,y)-v(x,y)] \over h}}                             |
|                         | {\displaystyle =\lim _{h\rightarrow 0}{\left[{\frac {u(x+h,y)-u(x,y)}{h}}+i{\frac {v(x+h,y)-v(x,y)}{h}}\right]}.} |
Тази граница може да се раздели на сума от две граници, които представляват частни производни на u и v:
{\displaystyle f'(z)={\partial u \over \partial x}+i{\partial v \over \partial x}.}
Във втория случай имаме:
| {\displaystyle f'(z)\,} | {\displaystyle =\lim _{h\rightarrow 0}{f(z+ih)-f(z) \over ih}}                                                     |
|                         | {\displaystyle =\lim _{h\rightarrow 0}{u(x,y+h)+iv(x,y+h)-[u(x,y)+iv(x,y)] \over ih}}                              |
|                         | {\displaystyle =\lim _{h\rightarrow 0}{\left[{\frac {u(x,y+h)-u(x,y)}{ih}}+i{\frac {v(x,y+h)-v(x,y)}{ih}}\right]}} |
|                         | {\displaystyle =\lim _{h\rightarrow 0}{\left[-i{\frac {u(x,y+h)-u(x,y)}{h}}+{\frac {v(x,y+h)-v(x,y)}{h}}\right]}}  |
|                         | {\displaystyle =\lim _{h\rightarrow 0}{\left[{\frac {v(x,y+h)-v(x,y)}{h}}-i{\frac {u(x,y+h)-u(x,y)}{h}}\right]}.}  |
Отново, тази граница може да се раздели на сума от две граници, които представляват частни производни на u и v:
{\displaystyle f'(z)={\partial v \over \partial y}-i{\partial u \over \partial y}.}
Приравнявайки двете стойности за производната получаваме:
{\displaystyle {\partial u \over \partial x}+i{\partial v \over \partial x}={\partial v \over \partial y}-i{\partial u \over \partial y}.}
Приравняваме реалните и имагинерните части:
{\displaystyle {\partial u \over \partial x}={\partial v \over \partial y}}
{\displaystyle {\partial u \over \partial y}=-{\partial v \over \partial x}.}

## Холоморфни функции
Уравненията на Коши-Риман често се използват за проверка дали една функция е холоморфна. За да бъде холоморфна една функция в дадена точка z0 е необходимо тя да притежава производна както в z0, така и в някаква околност на z0. Тогава, ако имаме отворено подмножество U на комплексната равнина C и функцията f(z) = u(x, y) + i v(x, y), дефинирана в U, то f е холоморфна в U тогава и само тогава, когато u и v са непрекъснато диференцируеми в U и за всяка точка от U u и v удовлетворяват уравненията
{\displaystyle {\partial u \over \partial x}={\partial v \over \partial y}} и {\displaystyle {\partial u \over \partial y}=-{\partial v \over \partial x}}